# 三木圭一
三木圭一（日语： Miki Keiichi，？—），日本退役男子乒乓球运动员。他曾经获得亚洲运动会乒乓球比赛男子单打金牌、男子双打金牌和男子团体金牌。